# 이종화 (축구인)
이종화(李鍾和, 1963년 7월 20일 ~ )은 대한민국의 전 축구 선수 및 지도자이다. 현역 시절 포지션은 수비수였다.

## 선수 경력
1986년, 현대 호랑이에서 프로 선수 경력을 시작하여 1991년 일화 천마로 이적하며 1996년 선수 경력을 마쳤으며 1994 미국 월드컵에 출전하였다.

## 수상

### 선수
일화 천마
- K리그 우승 3회 : 1993, 1994, 1995

### 개인
- K리그 베스트 11 (2회) : 1992, 1993